# 矢作則子
矢作 則子（やはぎ のりこ、1967年5月24日 - ）は、東京都出身の女優。P.M.9prodction所属。
以前はニチエンプロダクションに所属していた。ENBUゼミナール俳優コース出身。

## 人物
身長161cm。血液型AB型。
趣味は銭湯巡り、料理、運動全般。特技は数秘術、胃袋をつかむこと、着付け。
着付け師範、フードコーディネーター3級、食育インストラクター3級、料理技術検定中級、健康ソムリエの資格を持つ。

## 出演作品

### テレビドラマ
- ドラマ30 / ナツコイ（2008年、MBS）
- 赤い糸 （2008年、フジテレビ）
- 金曜プレステージ / 外科医 鳩村周五郎 第2章 第5作（2009年、フジテレビ） - 朝岡真里菜の母
- 相棒 ten 第5話（2011年、テレビ朝日） - マンションの住人
- 土曜ドラマ / ゴーストママ捜査線〜僕とママの不思議な100日〜（2012年、日本テレビ） - 同級生
- 水曜ドラマ（日本テレビ）
  - ダンダリン 労働基準監督官（2013年）
  - 正義のセ 第2話（2018年） - 主婦
- 烈車戦隊トッキュウジャー 第15駅（2014年、テレビ朝日） - 主婦
- ザ・プレミアム / 撃墜 3人のパイロット（2014年、NHK BSプレミアム）
- 心霊グラインドハウス 〜ねむりめ〜（2023年、エンタメ〜テレ） - 桐生雅美
- 木曜ドラマ23 / 夫婦の秘密 第6話（2024年、BS-TBS） - 市役所職員
- スナック女子にハイボールを 第5話（2024年5月3日、中京テレビ） - シニア教室生徒 役

### テレビ番組
- あさイチ（2011年 - 2018年、NHK）
- リアルスコープ（フジテレビ）
- 魔女たちの22時（日本テレビ）
- DON!（日本テレビ）
- スッキリ!!（日本テレビ）
- たけしの健康エンターテインメント!みんなの家庭の医学（テレビ朝日）
- 人生が変わる1分間の深イイ話（日本テレビ）
- まさかの一丁目一番地★フリーアナウンサー&大食いタレントの元祖は誰? 大調査SP（2023年、TBS） - 菅原初代

### 映画
- バスジャック（2014年、オールインエンタテインメント） - 大木好子
- ST赤と白の捜査ファイル（2015年、東宝） - オークション客
- こわす。（2021年）
- 犬も食わねどチャーリーは笑う（2022年、ギークサイト） - コールセンター社員

### 舞台
- 改物、あるいは怪物の改作（2020年、ENBUゼミナール） - 米染未華
- 泊まれる演劇 藍色飯店（2021年） - ホアン・ハンチュン
- 明日もう君に会えない（2022年、ちはる塾） - 女医
- 組ミKYOく（2022年、制作「山口ちはる」プロデュース）

### CM
- 花王 メリット（2011年）
- ローソン おにぎり屋（2012年）